# Асен Николов
Асен Николов (рођен 5. августа 1976) је бивши бугарски фудбалер. Надимак му је „Бебето“ а играо је у средњем реду.
Каријеру је почео у Марици из Пловдива, касније је играо за Славију и Левски из Софије и азербејџански Туран, а најбоље године одиграо је у Левском, када је за пет година освојио три титуле првака и три национална Купа.
Играо је кратко у Партизану током 2006. године. Одиграо је и једну утакмицу за репрезентацију Бугарске.